# Kohlenmonoxid-Dehydrogenasen
Kohlenmonoxid-Dehydrogenasen (engl. carbon monoxide dehydogenases, CODH) sind eine Gruppe von Enzymen, welche die Reaktion von Kohlenstoffmonoxid (CO) zu Kohlenstoffdioxid (CO2) katalysieren.
CO + H2O + A {\displaystyle \rightleftharpoons } CO2 + AH2
wobei A hier einen Elektronenakzeptor darstellt. In Organismen wurden viele dieser Quellen identifiziert, wie Ferredoxine und Hydrogenasen. Sie sind meist in Bakterien und  Archaeen zu finden. Die von ihnen katalysierte chemische Reaktion kann mit der Wasser-Gas Shift Reaktion verglichen werden.
Die Gruppe der CODH ist sehr divers und alt. Die zwei Familien sind Nickel beinhaltende CODH (NiCODH), welche die obige Reaktion in beide Richtungen katalysieren können und Molybdän beinhaltende CODH (MoCODH), welche lediglich die Oxidation von CO katalysieren. Beide Familien sind unabhängig voneinander entstanden und können selbst noch weiter untergliedert werden, abhängig ihrer Struktur und genetischen Position.